# Kongo-Waldmaus
Die Kongo-Waldmaus oder Insektenfressende Waldmaus (Deomys ferrugineus) ist eine Art der Baummäuse, die in den Regenwäldern Zentralafrikas beheimatet ist. Mit der europäischen Waldmaus hat sie trotz des Namens nichts zu tun; wegen ihrer abweichenden Merkmale wird sie zusammen mit einigen anderen afrikanischen Mäusen in eine eigene Unterfamilie Deomyinae gestellt, manchmal aber auch den Baummäusen zugeordnet.
Die Kopfrumpflänge der Kongo-Waldmaus beträgt 12 bis 14 cm, hinzu kommen 15 bis 21 cm Schwanz. Das Fell ist oberseits rötlichbraun und in der Mitte des Rückens schwarz; die Unterseite ist weiß. Auffällig sind der sehr lange, dünne Schwanz und die großen, runden Ohren.
Die Kongo-Waldmaus hat eine rein bodenbewohnende Lebensweise. Unter den Baumwurzeln baut sie ein Nest aus Blättern und anderen Pflanzenteilen. In der Dämmerung geht sie am Waldboden auf Nahrungssuche. Zu 90 % besteht die Nahrung aus Insekten, pflanzliche Nahrung wird nur als Beikost genommen. Ungewöhnlich ist auch die geringe Zahl der Jungen in einem Wurf; sie liegt bei ein bis drei.